# Cryptops aernarienis
Cryptops aernarienis är en mångfotingart som beskrevs av Karl Wilhelm Verhoeff 1943. Cryptops aernarienis ingår i släktet Cryptops och familjen Cryptopidae.
Artens utbredningsområde är Italien. Inga underarter finns listade i Catalogue of Life.